# Lee Eun-beom
Đây là một tên người Triều Tiên, họ là Lee.
Lee Eun-beom (sinh ngày 30 tháng 1 năm 1996) là một tiền đạo bóng đá Hàn Quốc thi đấu cho Jeju United.